# Подгорье (Шекснинский район)
Подгорье — деревня в Шекснинском районе Вологодской области.
Входит в состав сельского поселения Сиземского (с 1 января 2006 года по 8 апреля 2009 года входила в Еремеевское сельское поселение), с точки зрения административно-территориального деления — в Еремеевский сельсовет.
Расстояние до районного центра Шексны по автодороге — 32 км.
По данным переписи в 2002 году постоянного населения не было.